# Koluvere (hrad)
Koluvere (estonsky Koluvere linnus, též Lohde) je hrad ve stejnojmenné obci v kraji Läänemaa v západním Estonsku.

## Dějiny
Hrad byl postaven ve 13. století. V roce 1439 se dostal do majetku biskupství Ösel-Wiek a fungoval jako jedno z hlavních biskupských sídel. Během livonské války se poblíž odehrála bitva mezi švédskou a ruskou armádou, která skončila švédským vítězstvím. Střet, který se odehrál v roce 1573, je známý jako bitva u Lode. V roce 1560 se na hrad pokusili zaútočit také povstalci během selského povstání. 
V letech 1646 až 1771 patřil hrad rodu von Löwenů. Tehdy ztratil svůj vojenský význam a byl nadále využíván jako šlechtické sídlo. V roce 1771 přešel do rukou Grigorije Orlova a poté se stal majetkem císařovny Kateřiny Veliké. V roce 1786 našla císařovna pro zámek využití jako azyl pro vévodkyni Augustu Brunšvicko-Wolfenbüttelskou, která císařovnu požádala o ochranu před svým násilnickým manželem princem Fridrichem I. Württemberským. Zemřela na panství za nejasných okolností ve věku pouhých 23 let. Její hrob se nachází v nedalekém kostele Kullamaa a její život inspiroval spoustu místních tradic. 
V roce 1797 daroval panství car Pavel I. generálu Friedrichu Wilhelmu von Buxhoeveden. Zůstalo v majetku jeho dědiců až do roku 1919. Hrad poškodilo několik požárů, zejména v letech 1840, 1905 a 1963. Přesto zůstává velmi zachovalým. V letech 1924 až 2001 jej využívaly různé sociální instituce.

## Architektura

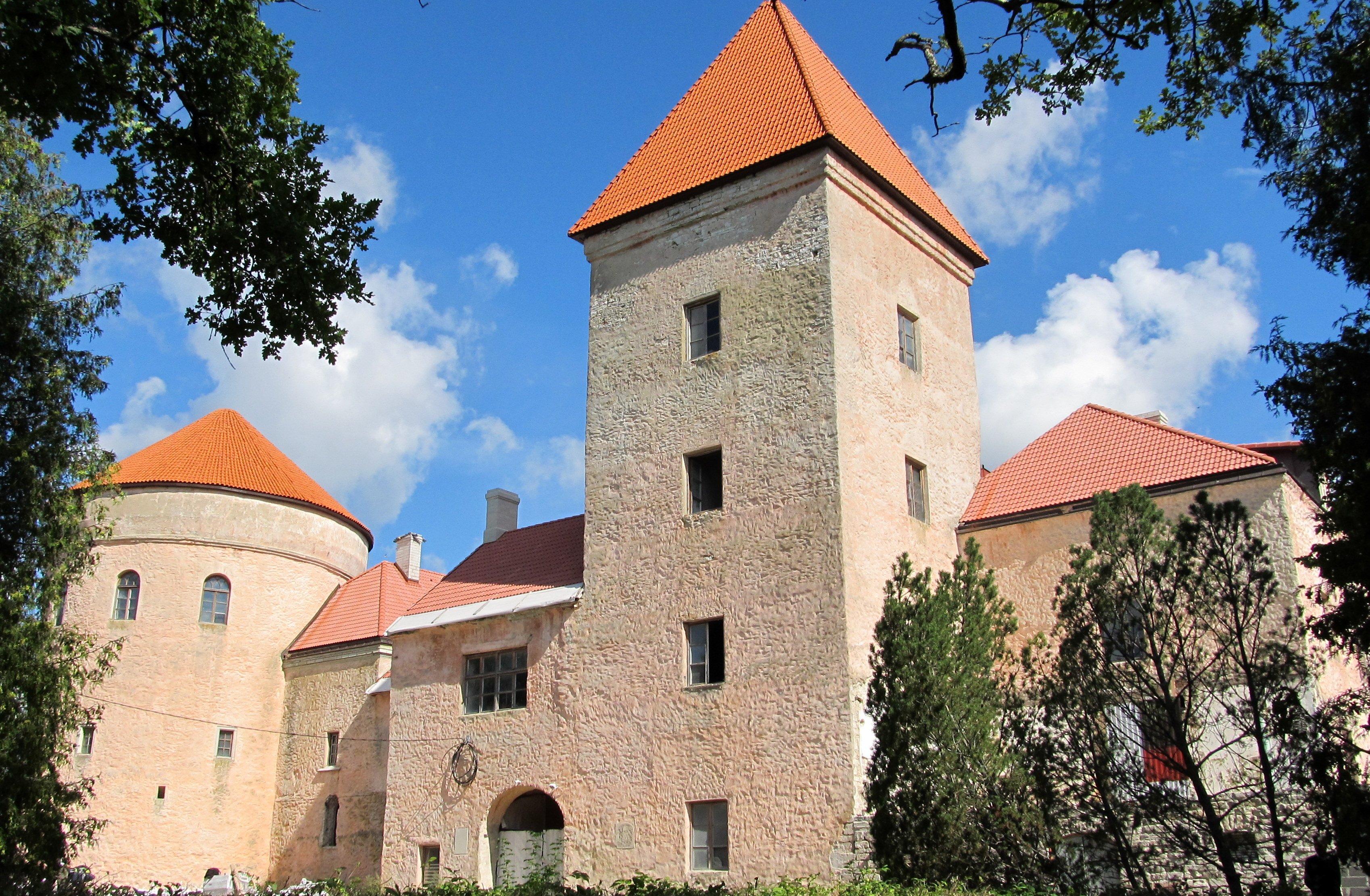
Hradní jádro

Hrad je postaven na umělém ostrově vytvořeném v přehrazené části řeky Liivi. Vysoká věž čtvercového půdorysu patří k nejstarším částem hradu a pravděpodobně pochází z počátku 13. století, což z ní činí jednu z nejstarších hradních věží v Estonsku. S rozvojem palných zbraní přibyla v 16. století velká okrouhlá dělová věž. Z přibližně tohoto období pochází také vytesaný kámen s erbem Reinholda von Buxhoeveden. 
Kolem roku 1770 byl interiér rozsáhle vyzdoben v rokokovém stylu. Později, v průběhu 19. století, dostaly interiéry novogotickou podobu. K hlavní budově vzniklo několik přístavků, například konírny a sýpky, ale také pozoruhodná novogotická elektrárna.